# Sphaerodactylus mariguanae
Sphaerodactylus mariguanae — вид геконоподібних ящірок родини Sphaerodactylidae. Ендемік Багамських Островів.

## Поширення і екологія
Sphaerodactylus mariguanae мешкають на острові Маяґуана та на сусідньому острівці Бубі-Кей. Вони живуть в сухих чагарникових заростях, серед опалого листя і під камінням. Відкладають яйця.

## Збереження
МСОП класифікує цей вид як такий, що перебуває під загрозою зникнення. Sphaerodactylus mariguanae загрожує хижацтво з боку інвазивних кішок і щурів та конкуренція з інтродукованими геконами Hemidactylus mabouia.